# Maponos
Dans la religion celtique antique, Maponos ou encore Maponus est un dieu de la jeunesse, surtout connu dans le nord de la Grande-Bretagne mais aussi en Gaule. Puis à la période romaine, il fut assimilé à Apollon.

## Mentions
Maponos est mentionné sur la tablette de défixion portant une inscription en gaulois qui a été trouvée dans la source des Roches de Chamalières (Clermont-Ferrand, Musée Bargoin).